# هدی‌فالو
هدی‌فالو (به مجاری:  Hegyfalu) یک شهرداری در مجارستان است که در واش واقع شده‌است. هدی‌فالو ۱۱٫۸۹ کیلومتر مربع مساحت و ۸۱۱ نفر جمعیت دارد.